# 屈布利兹
屈布利兹（法語：Cublize，法語發音：[kybliz]）是法国罗讷省的一个市镇，属于索恩河畔自由城区。

## 地理
屈布利兹（46°1'5"N, 4°22'39"E）面积15.56 平方千米，位于法国奥弗涅-罗讷-阿尔卑斯大区罗讷省，该省份为法国中东部省份，北起顺时针与索恩-卢瓦尔省、安省、里昂大都会、伊泽尔省和卢瓦尔省接壤。
与屈布利兹接壤的市镇（或旧市镇、城区）包括：圣瑞斯特达夫赖、蒂济莱布尔、莫拉蒙塔涅、格朗里、罗诺、圣让拉比西耶尔。

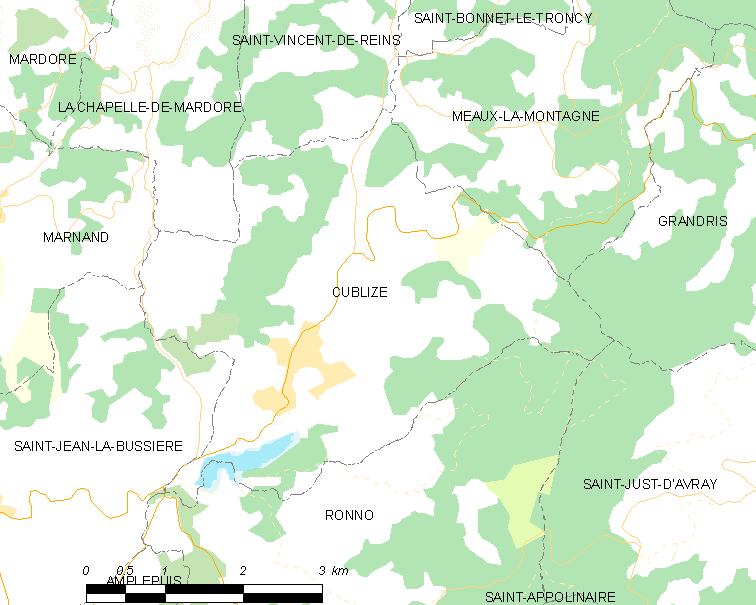
屈布利兹的OSM定位图

屈布利兹的时区为UTC+01:00、UTC+02:00（夏令时）。

## 行政
屈布利兹的邮政编码为69550，INSEE市镇编码为69070。

## 政治
屈布利兹所属的省级选区为蒂济莱布尔县。

## 人口

1962-2008年间屈布利兹人口变化图示

屈布利兹于2022年1月1日时的人口数量为1357人。